# Хштово
Хштово (пол. Chrztowo) — село в Польщі, у гміні Лінево Косьцерського повіту Поморського воєводства.
Населення — 92 особи (2011).
У 1975-1998 роках село належало до Гданського воєводства.

## Демографія
Демографічна структура станом на 31 березня 2011 року:
|          | Загалом | Допрацездатний вік | Працездатний вік | Постпрацездатний вік |
| -------- | ------- | ------------------ | ---------------- | -------------------- |
| Чоловіки | 46      | 11                 | 29               | 6                    |
| Жінки    | 46      | 6                  | 28               | 12                   |
| Разом    | 92      | 17                 | 57               | 18                   |